# Shaibou Oubeyapwa
Shaibou Oubeyapwa (* 27. März 1993 in Tchamba) ist ein deutscher Fußballspieler mit togoischen und ghanaischen Wurzeln.

## Karriere
Nach seinen Anfängen in der Jugend des TSV RSK Esslingen, der Sportvg Feuerbach, des TV Nellingen und der SpVgg 07 Ludwigsburg wechselte Oubeyapwa im Sommer 2011 in die Jugendabteilung des SGV Freiberg Fußball. Im Sommer 2012 wurde er in den Kader der ersten Mannschaft in der Oberliga Baden-Württemberg aufgenommen. Nach vier Spielzeiten wechselte er im Sommer 2016 ligaintern zur zweiten Mannschaft der Stuttgarter Kickers. Bereits im darauffolgenden Sommer wechselte er innerhalb der Liga zum 1. Göppinger SV. Nach einer Saison mit sieben Toren in 32 Ligaspielen wechselte er im Sommer 2018 zu Rot-Weiß Oberhausen in die Regionalliga West. Nachdem sein Vertrag nach der wegen der COVID-19-Pandemie abgebrochenen Saison 2019/20 zunächst ausgelaufen war, unterschrieb er Ende September 2020 einen neuen Vertrag bei seinem Verein.
Nach insgesamt vier Spielzeiten und 20 Toren in 118 Ligaspielen wechselte er im Sommer 2022 ligaintern zu Preußen Münster. Mit seinem Verein wurde er am Ende der Saison 2022/23 Meister und stieg in die 3. Liga auf. Dort kam er auch zu seinem ersten Einsatz im Profibereich, als er am 22. August 2023, dem 3. Spieltag, beim 3:1-Heimsieg gegen den FC Ingolstadt 04 in der Startformation stand. In der folgenden Saison 2023/24 gelang ihm der direkte Durchmarsch in die 2. Fußball-Bundesliga. Mit Ende der Saison 2023/24 lief sein Vertrag bei Preußen Münster aus.

## Erfolge
Preußen Münster
- Meister der Regionalliga West und Aufstieg in die 3. Liga: 2023
- Aufstieg in die 2. Bundesliga: 2024